# Signalisation routière à Maurice
La signalisation routière à Maurice désigne l'ensemble des panneaux de signalisation normalisés utilisés à Maurice selon le Traffic Signs Regulations 1990. Ils sont fortement calqués sur les panneaux de signalisation du Royaume-Uni, la circulation se faisant également à gauche à Maurice.

## Classification des panneaux

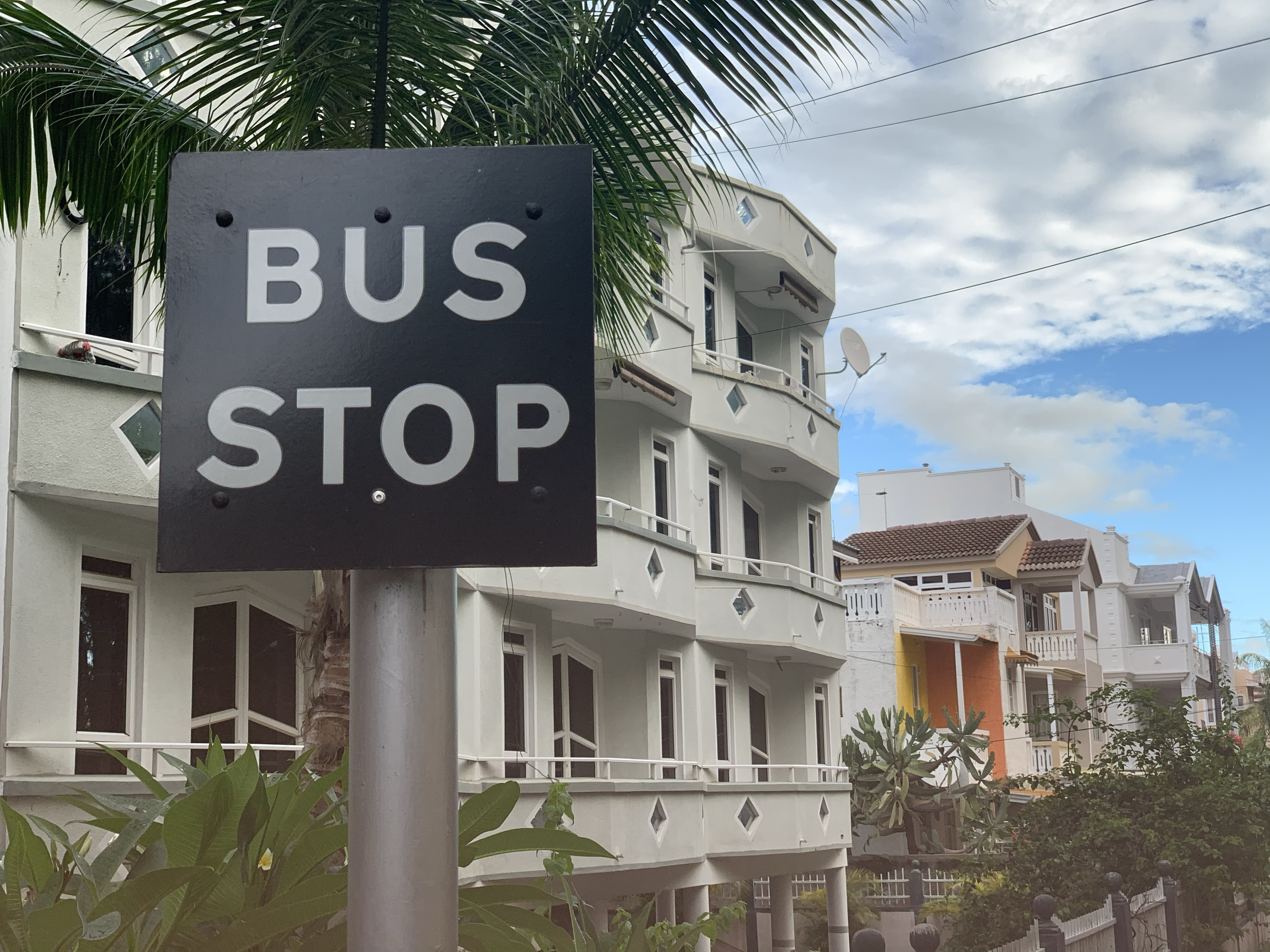
Un panneau d'arrêt de bus à Flic en Flac.

Les panneaux de signalisation se divisent en trois classes :
- les panneaux circulaires donnent un ordre ;
- les panneaux triangulaires avertissent d'un danger ;
- les panneaux rectangulaires donnent des informations.

Différentes couleurs sont utilisées :
- les cercles bleus sont des signes obligatoires. ils donnent des instructions positives ;
- les cercles rouges sont des signes prohibitifs, ils donnent des instructions négatives ;
- les rectangles bleus donnent des informations générales ;
- les rectangles verts sont utilisés pour les panneaux de direction sur les routes principales.

Cependant, il existe deux exceptions pour ces formes et règles de couleur :
- le panneau d'arrêt octogonal ;
- le triangle rouge inversé.

## Panneaux d'avertissement

Passage piéton
Les piétons sur la route devant
Enfants à proximité
Travaux à proximité
Voie cycliste à proximité
Animaux domestiques à proximité
Animaux sauvages à proximité
Route glissante
Graviers
Chutes de pierres
Pont en arc
Ralentisseur
Dos d'âne
Road leads on to Quay or river bank
Pente ascendante
Descente dangereuse
Trafic aérien
Manche à air
Passage à niveau sans barrière
Passage à niveau à barrières
Autres dangers
Feux de signalisation
Rond-point
Circulation à deux voies (après un sens unique)
Circulation à deux voies
Rétrécissement de la chaussée sur la droite
Rétrécissement de la chaussée des deux côtés
Voie de droite fermée
Fusion de la circulation sur la droite
Croisement
Croisement sur la droite
Jonction décalée
Jonction en T
Virage à droite
Double virage, le premier à droite
Virage prononcé

## Panneaux de priorité

Cédez-le-passage
Arrêt
Route prioritaire
La route prioritaire se termine
Priorité au sens opposé
Priorité sur le sens opposé

## Panneaux d'interdiction

Fermeture temporaire d'une route - Aller
Fermeture temporaire d'une route - Stop
Interdit de tourner à gauche
Interdit de faire demi-tour
Interdit de ne pas s'arrêter
Interdit de ne pas s'arrêter - Police
Interdit de ne pas s'arrêter - Douane
Interdit de ne pas s'arrêter - Enfants
Interdit de doubler
Le dépassement est interdit uniquement pour les véhicules de transport de marchandises dont le poids maximum autorisé dépasse 3,5 tonnes
Pas de véhicule
Sens interdit
Pas de piéton
Pas de vélo
Pas de charrette à main
Pas de moto
Pas de véhicule à moteur
Pas de véhicule agricole
Pas de bus
Pas de camion
Pas de poids du véhicule
Pas de véhicule de plus de 2 tonnes
Pas de véhicule de plus de 3,5 mètres de haut
Pas de véhicule de plus de 2 mètres de large
Pas de véhicule de plus de 10 mètres de long
Pas de klaxon
Vitesse au-delà de 50 km/h interdite
Fin d'interdiction
Zone 20 km/h
Interdit de stationner
Interdit de s'arrêter

## Panneaux d'obligation

Restez sur la gauche
Restez sur la droite
Passez sur l'un des côtés
Tout droit seulement (il est interdit de tourner à gauche et à droite)
La circulation automobile doit tourner à gauche un peu plus loin
La circulation automobile doit tourner à droite un peu plus loin
Tournez à gauche
Tournez à droite
Rond-point
Sentier obligatoire (chemin piéton)
Voie obligatoire pour vélos
Voie obligatoire pour les bus
Vitesse minimum 30 km/h
Fin de vitesse minimum 30 km/h

## Panneaux d'information

Dos d'âne
Passage piéton
Sens unique
Voie sans issue
Voie sans issue sur la droite
Voie sans issue sur la gauche
Dedans
Dehors
Pas d'entrée
Pas de sortie
Place de stationnement
Hôpital
Autoroute
Fin d'autoroute
Route à quatre voies
Radar et rappel de la limite de vitesse à 60 km/h
Arrêt de bus